# Seznam ameriških književnikov
Seznam ameriških književnikov je krovni seznam.

## Seznami
- seznam ameriških dramatikov
- seznam ameriških literarnih kritikov
- seznam ameriških pesnikov
- seznam ameriških pisateljev
- seznam ameriških prevajalcev
- seznam ameriških scenaristov